# بلوكان
بلوكان هي قرية في مقاطعة ميانة، إيران. عدد سكان هذه القرية هو 537 في سنة 2006.